# Bengt Ellenberger
Bengt Gösta Ellenberger, ursprungligen Nilsson, född 17 januari 1944 i Ängelholms församling i dåvarande Kristianstads län, är en svensk översättare, bosatt i Lund. Han är till skolning filolog.